# Extrem fattigdom

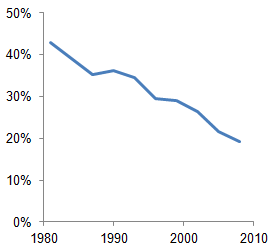
Enligt Världsbanken har andelen av världens befolkning som lever i extrem fattigdom mer än halverats sedan 1980-talet.

Rött = Antal människor som lever i extrem fattigdom - sedan 1820. Grön = Icke-fattigdom befolkning; Röd = fattigdomspopulation.

Extrem fattigdom är ett fattigdomsmått introducerat av Världsbanken. Ursprungligen räknades en person som fattig om den konsumerade för mindre än en köpkraftsjusterad amerikansk dollar per dag i 1985 års penningvärde. Senare reviderades fattigdomsgränsen upp till 1,08 dollar i 1993 års penningvärde. I Världsbankens senaste beräkningar definieras extrem fattigdom som konsumtion på mindre än 1,25 dollar i 2005 års penningvärde. Världsbanken uppskattar att 1,4 miljarder människor för tillfället lever under den nivån.